# Jakub Snochowski
Jakub Snochowski (ur. 1977 w Sztokholmie) – polski aktor teatralny, telewizyjny i filmowy.

## Życiorys
Absolwent PWST w Krakowie, którą ukończył w 2001 roku. Występował w teatrach krakowskich: Starym im. Heleny Modrzejewskiej (1999–2003), Ludowym w Nowej Hucie (2000 i 2003) oraz warszawskich: Polskim (2002–2005) i Rozmaitości (2005–2008), Dramatycznym (2007) i Wytwórnia (2008).
Grał głównie drugoplanowe i epizodyczne role w wielu filmach i serialach telewizyjnych. W spektaklu Teatru Telewizji Stanisława Wyspiańskiego Wyzwolenie (2007) w reż. Macieja Prusa zagrał rolę kaznodziei, a w przedstawieniu Tajny współpracownik (2008) pojawił się jako ubek Ryszard Tabaczyński.
Prowadzi także warsztaty teatralne, zajmuje się profilaktyką dla młodzieży.
Urodzony w Szwecji, jest synem Czeszki i Polaka. Ma córkę Hanię.

## Filmografia

### Filmy kinowe
- 1999: Dług jako kelner
- 2005: Motór jako chłopak w knajpie
- 2007: Katyń
- 2008: Cztery noce z Anną jako policjant
- 2010: Kobieta, która pragnęła mężczyzny jako recepcjonista

### Seriale TV
- 1999: Na dobre i na złe jako Łukasz Michalski
- 1999: Policjanci jako „Paker”
- 1999: Skok jako Borys Koch
- 2003: Zaginiona jako Michał Krajewski, chłopak Uli
- 2003: Na dobre i na złe jako „Kozak”
- 2004: Kryminalni jako Maciek Kawecki
- 2004: Oficer jako Bogdan, student Akademii Europejskiej
- 2005: Bulionerzy jako „Chiken”
- 2005: Egzamin z życia jako Maciek
- 2006: Magda M. jako Maciek Wolicki, chłopak Kasi
- 2006: Apetyt na miłość jako Piotrek, kolega Irminy
- 2007: Pierwsza miłość jako Jacek Niżewski
- 2007: Prawo miasta jako haker
- 2010: Chichot losu jako asystent reżysera Artur (odc. 9, 11 i 13)
- 2012: Komisarz Alex jako dziennikarz Kamil Sztuka (odc. 17)
- 2012: Prawo Agaty jako fotograf Miłosz (odc. 3)
- 2012: Czas honoru jako Ludwik, portier w Czytelniku (odc. 55 i 58)
- 2017: Komisarz Alex jako Witold Głogowski (odc. 125)
- 2017: Soyer – dyrektor Iredyński

### Dubbing
- 2010: Superszpiedzy jako Marc (odc. 22-26)
- 2010: Brygada jako Jake
- 2006: Amerykański smok Jake Long jako Spud